# CS Universitatea Cluj-Napoca
CS Universitatea Cluj-Napoca – rumuński zespół rugby z siedzibą w Klużu-Napoce.
Rumuńskie kluby rugby nie biorą udziału w europejskich rozgrywkach z powodu różnicy pomiędzy nimi a czołowymi drużynami w Europie. Natomiast rumuńska drużyna związkowa uczestniczy co roku w Europejskim Puchar Challenge jako București Rugby. 
Domowe mecze rozgrywa bądź na Parcul Iuliu Hațieganu lub na Cluj Arena.

## Historia
Klub powstał w 1949 roku i pierwszy nieoficjalny mecz rozegrał pod koniec października, oficjalny debiut nastąpił zaś na początku maja roku następnego. Lata 1954–1958 charakteryzowały awanse i relegacje z najwyższej ligi, jednak już w kolejnej dekadzie uważany był za najlepszy klub poza stolicą – w latach 1960-1962 plasował się na czwartym miejscu mistrzostw kraju. Na najniższym stopniu podium zespół znalazł się po raz pierwszy w 1995 roku, powtarzając ten sukces w latach 1996, 1998 i 2004; wicemistrzostwo Rumunii klub osiągnął zaś w sezonie 2000-2001. W tym samym sezonie drużyna po raz pierwszy zdobyła Cupa României, broniąc tego trofeum rok później. W swej historii klub nosił nazwy Știința Cluj, Locomotiva Cluj, Agronomia Cluj, Politehnica Cluj, “U” 16 Februarie Cluj i Universitatea Cluj.

## Sukcesy
- Wicemistrzostwo Rumunii (1):  2001-02
- Puchar Rumunii (2):  2001-02, 2002-03